# Sjöstads IF
Sjöstads IF är en innebandyklubb i Karlstad i Sverige, bildad 1977, som fotbollsklubb. 1984 kom innebandyn igång, och fotbollen lades senare ner. Under 1990-talet spelade såväl herr- som damlagen i Sveriges högstadivision i innebandy, och damlaget blev svenska mästarinnor säsongen 1993/1994.
Från säsongen 2001/2002 vilade sig föreningen, och innebandylaget spelade ihop med IBF NB 87 under namnet Karlstads IBF. Inför säsongen 2005/2006 återupptogs dock Sjöstads IF som föreningsnamn.

### Fotnoter
1. ↑  ”SM-slutspel damer 1993-1994”. Svenska innebandyförbundet. 26 februari 1994. Arkiverad från originalet den 7 februari 2015. https://web.archive.org/web/20150207163629/http://www.innebandy.se/StatistikHistorik/Statistik-och-rekord-damer-elit/SM-slutspel-genom-tiderna-damer1/199394/. Läst 7 februari 2015.
2. ↑  ”Om Sjöstad IF A-lag Dam Div. 2”. Sjöstads IF. Arkiverad från originalet den 22 mars 2014. https://web.archive.org/web/20140322124421/http://www.laget.se/sjostaddam/About. Läst 15 oktober 2013.